# Medal Roku Jana Bułhaka
Medal Roku Jana Bułhaka (1876–1976) – polskie wyróżnienie niepaństwowe, uchwalone decyzją Zarządu Głównego Związku Polskich Artystów Fotografików w Warszawie, w 1976 roku.

## Historia
Medal Roku Jana Bułhaka został uchwalony w nawiązaniu do setnej rocznicy urodzin artysty (Roku Jana Bułhaka), przez Zarząd Główny Związku Polskich Artystów Fotografików w 1976 roku – zlecony przez Sekcję Historii ZPAF. Realizację projektu medalu powierzono Kieleckiej Delegaturze ZPAF. Autorem projektu medalu oraz odlewów autorskich jest polski rzeźbiarz i pedagog specjalizujący się (między innymi) w medalierstwie – Adam Myjak. Wyróżnienie w postaci medalu przyznawane przez Zarząd Główny Związku Polskich Artystów Fotografików było uznaniem stanowiącym gratyfikację dla osób, które swoją pracą na rzecz fotografii oraz fotograficzną twórczością artystyczną – przyczyniły się do rozwoju fotografii oraz sztuki fotograficznej w Polsce.

## Opis
Awers medalu przedstawia wizerunek (twarz, popiersie) Jana Bułhaka – umiejscowiony w części prawej medalu. W lewej części awersu umieszczono napis: JAN BUŁHAK FOTOGRAFIK PISARZ TWÓRCA FOTOGRAFII OJCZYSTEJ. Rewers medalu przedstawia nieregularne kształty – w górnej części rewersu umieszczono napisy (skróty) organizacji – ZPAF, PSP, FASFwP, PTTK. Poniżej, w centralnej części rewersu umieszczono datę: 1876–1976 (setna rocznica urodzin Jana Bułhaka). W dolnej części rewersu umiejscowiono napis ROK JANA BUŁHAKA.
Medal wykonany w kształcie owalnym – sporządzony z metalu w kolorze srebrnym.